# Список женщин, получивших докторские степени до 1800 года

Хотя докторские степени сформировались в университетах Западной Европы в XII—XIII веках, долгое время они вручались только мужчинам. Ниже приведён список женщин, получивших докторские степени до 1800 года. Список включает только обладательниц научных степеней, не включает докторов богословия.
| Имя                       | Год  | Университет               | Степень                                                                                           |
| ------------------------- | ---- | ------------------------- | ------------------------------------------------------------------------------------------------- |
| Хулиана Морель            | 1608 | не в университете         | доктор права? Защищала диссертацию в 1606 или 1607 годах, но факт получения степени оспаривается. |
| Елена Корнаро-Пископия    | 1678 | Падуанский университет    | доктор философии                                                                                  |
| Лаура Басси               | 1732 | Болонский университет     | доктор философии                                                                                  |
| Кристина Рокатти          | 1750 | Болонский университет     | доктор философии                                                                                  |
| Доротея Эркслебен         | 1754 | Университет Галле         | доктор медицины                                                                                   |
| Мария Пеллегрина Аморетти | 1777 | Павийский университет     | доктор права                                                                                      |
| Доротея фон Родде-Шлёцер  | 1787 | Гёттингенский университет | доктор медицины                                                                                   |
| Мария Далле Донне         | 1799 | Болонский университет     | доктор медицины                                                                                   |

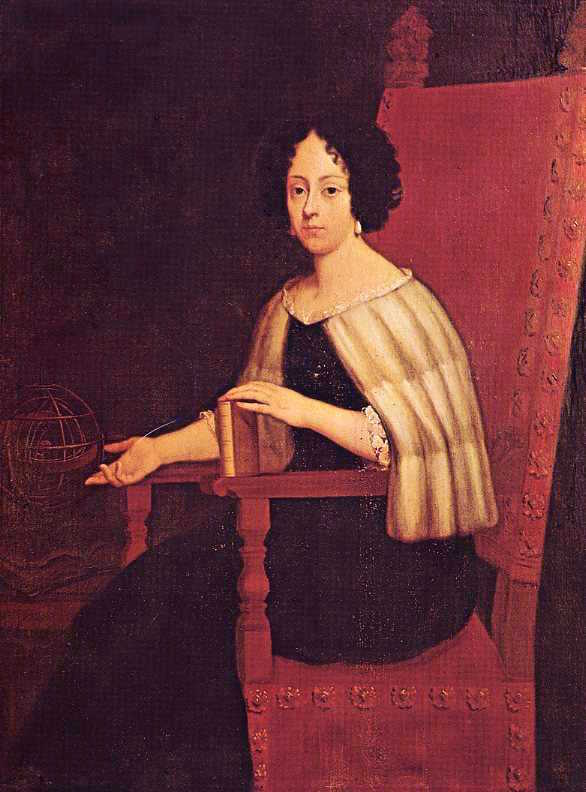
Елена Корнаро Пископия, первая женщина — доктор философии
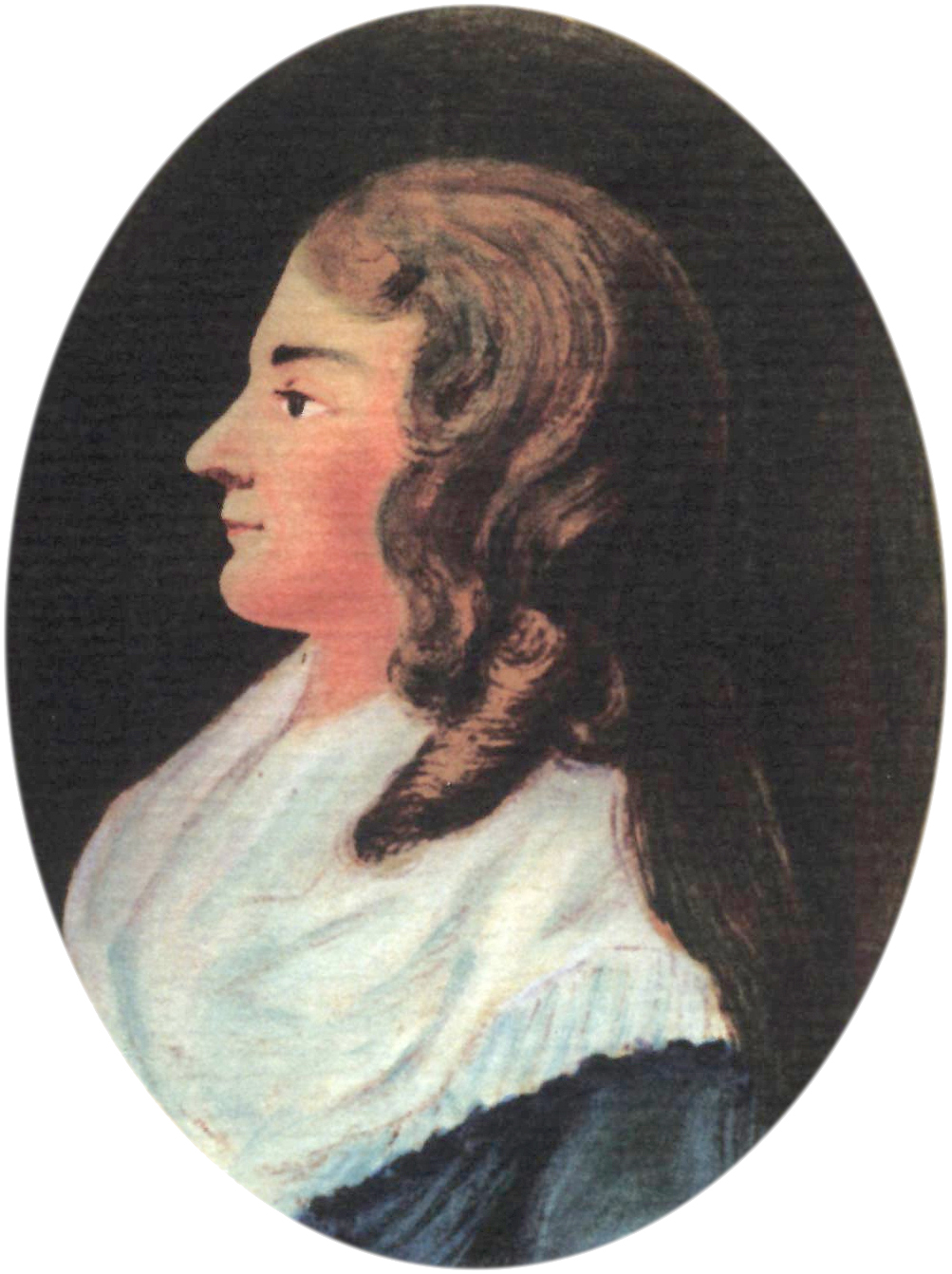
Доротея Эркслебен, одна из первых женщин — докторов медицины